# 周公閲
周公閲（しゅうこうえつ）は、春秋時代初期の周の君主。周公旦の末裔で公爵。
魯の僖公30年（襄王22年、紀元前630年）、周公閲は天子の命を奉り、魯を聘問した。
魯の文公14年（頃王6年、紀元前613年）4月、頃王が崩御し、周公閲は王孫蘇と政権を争い、晋の趙盾（趙宣子）が平定した。